# Tala' al Badru 'Alayna
Talaa al-Badru ‘Alaynā (arabe : طلع البدر علينا) est un chant traditionnel islamique connu comme un nasheed que les Ansâr (les habitants de Médine) ont chanté à l'arrivée de Mahomet à Médine, pour lui souhaiter la bienvenue après la fin de la bataille de Tabouk, ou bien lorsqu'il est arrivé après avoir quitté La Mecque (hégire). La chanson est, à ce jour, vieille de plus de 1 450 ans, et l'une des plus anciennes de la culture islamique.

## Paroles
| Arabe             | Translittération           | Français                                    |
| ----------------- | -------------------------- | ------------------------------------------- |
| طَلَعَ ٱلْبَدْرُ عَلَيْنَا   | ṭala‘a 'l-badru ‘alaynā    | La pleine lune s'est levée sur nous         |
| مِنْ ثَنِيَاتِ ٱلْوَدَاع   | min thaniyyāti 'l-wadā‘    | Depuis la vallée de Wada‘                   |
| وَجَبَ الشُّكْرُ عَلَيْنَا   | wajaba 'l-shukru ‘alaynā   | Et il nous plait de montrer de la gratitude |
| مَا دَعَا لله دَاع    | mā da‘ā li-l-lāhi dā‘      | avec tout appelant à [Allah]                |
| أَيُّهَا ٱلْمَبْعُوثُ فِينَا | ’ayyuha 'l-mab‘ūthu fīnā   | Ô toi, Envoyé parmi nous                    |
| جِئْتَ بِٱلْأَمْرِ ٱلْمُطَاع | ji’ta bi-l-’amri 'l-muṭā‘  | Qui est venu avec l'Ordre sacré             |
| جِئْتَ شَرَّفْتَ ٱلْمَدِينَة  | ji’ta sharrafta 'l-madīnah | Tu as apporté la noblesse à cette ville     |
| مَرْحَبًا يَا خَيْرَ دَاع  | marḥaban yā khayra dā‘     | Bienvenue ô meilleur appelant à [Allah]     |

## Métrique
Le poème est écrit dans une variété de la métrique arabe connue sous le nom de ramal, et allant comme suit (où – est une longue syllabe, u est une syllabe brève, et x, soit une longue, soit une courte), de gauche à droite:
x u – – | x – u – || – u – | – u –

## Performances

### Les artistes et les groupes
- Aqsa Abdul Haq[3],[4]
- Les Voyageurs - Al Musafirun
- Aashiq Al-Rasul- sur leur album Acapella Volume 1[5]
- Oum Kalthoum
- Ibrahim Tatlises
- Sami Yusuf
- Yusuf Islam - a enregistré deux versions de la chanson, une en 1995 pour l'album La Vie du Dernier Prophète, et une en 2008[6].
- Adnan Sirajeldin[7]
- Labbayk
- Mesut Kurtis
- Najam Sheraz
- Qari Waheed Zafar
- Owais Raza Qadri[8],[9]
- Faeeza Malinga
- Junaid Jamshed - Junaid Jamshaid a ajouté plusieurs vers en [Ourdou] pour son album de 2007 Badr-ud-Duja[10].
- Native Deen
- Sheikh Mishary Rashid Al-Afasy
- Olivia Newton-John - a utilisé la chanson comme un intermède musical pour son album de 2006 Grâce et de Gratitude[11],[12], réalisant seulement le premier couplet. L'interlude apparaît également dans la Grâce et Gratitude Renouvelée (une version spéciale pour les États-Unis)
- Dawud Wharnsby
- Khaled Siddiq[13]
- Chanté dans le cinquième épisode de la série turque « Diriliş Ertuğrul »

### Autres spectacles
- La Petite Mosquée dans la prairie - sitcom canadienne - La chanson est passée pour le générique de fin, chantée par Maryem Tollar.
- Un arrangement du compositeur Canadien, Laura Hawley, a été chanté lors d'un concert de festivité, à Ottawa, par un chœur d'enfants lorsque des réfugiés Syriens ont commencé à arriver au Canada en décembre 2015[14]